# I. Iván Aszen bolgár cár
I. Iván Aszen (? – 1196) 1186-tól a Második Bolgár Birodalom cárja; fivérével Péterrel megalapította az Aszen-házat, amely a 13. század második feléig uralkodott.
Aszen (családi nevén Belgun) tarnovói földbirtokos bojárcsaládból származott. 1186-ban miután heves viszályba keveredett II. Izsák bizánci császárral, fivérével, Péterrel együtt a vlachok és a bolgárok népi felkelésének élére állt. Kinyilvánították a Bizánctól való függetlenséget, Aszent I. Iván Aszen néven cárrá koronázták Tirnovóban, Péter pedig a birodalom keleti felében Preszlavban uralkodott. A testvérek megtámadták Trákiát, de vereséget szenvedtek, ám aztán a kunokkal szövetségben meghódították Bulgária északi részét. 1187-ben Trákiában megállították a bizánci hadsereget, s a fegyverszünet után öccsüket, Kalijánt küldték túszul Bizáncba. Kaloján megszökött, a háború újból kitört, és megszakításokkal addig folytatódott, amíg 1196-ban a bizánci sereg teljes vereséget nem szenvedett. Ugyanennek az évnek a vége felé Iván Aszent megölte egyik bojárja, Ivanko, aki ezután Tirnovóban magához ragadta a hatalmat, de nem sokkal ezután Bizáncba kellett menekülnie.